# VP7
VP7 je video kodek od společnosti On2 Technologies. Jedná se o nástupce předešlých kodeků jako VP3, VP5 a VP6. Je šířen jako modul pro VfW i jako DirectShow filtr. Využívají jej např. aplikace Skype, AOL AIM, Move Networks, Viewpoint Media Player a Tencent Messenger/QQ. Jeho nástupcem je video kodek VP8.